# ヤコポ・デッラ・クエルチャ

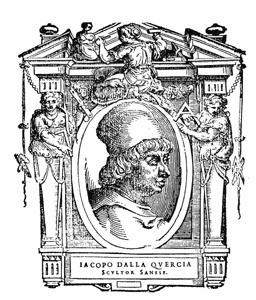
ヤコポ・デッラ・クエルチャ
ヴァザーリ『画家・彫刻家・建築家列伝』より

ヤコポ・デッラ・クエルチャ（またはヤーコポ・デッラ・クエルチャ、Jacopo della Quercia, 1374年頃 - 1438年10月20日）は、ルネサンス期イタリアのシエナ派の彫刻家。ブルネレスキ、ギベルティ、ドナテッロとは同時代人で、ミケランジェロの先駆者と見なされている。

## 生涯
ヤコポ・デッラ・クエルチャという名前は、生まれ故郷のシエナ近郊クエルチャ・グロッサに由来する。初期教育は、木彫師・金細工人だった父親のピエロ・ダンジェロから受けた。シエナ人だったクエルチャはシエナ大聖堂の説教壇のニコラ・ピサーノとアルノルフォ・ディ・カンビオの仕事を見て、その影響を受けたに違いない。クエルチャの最初の仕事は、16歳の時、アッツォ・ウバルディーニの葬儀のために作った騎馬木像だったと言われている。しかしその後、派閥争いとそれに伴う不安から、父親とともにルッカに引っ越した。
おそらくクエルチャは、ピサ、カンポサントにあった古代ローマの彫刻やサルコファガス（石棺）を見て勉強したものと思われる。なぜなら、クエルチャの作品はヨーロッパ美術史にとっての過渡期、具体的には、ゴシック様式からイタリア・ルネサンスへの橋渡し的特徴が顕著で、それら（および後世に作られた同じ様式のもの）の影響が見られるからである。ギベルティ同様、おそらくドナテッロに影響されてのことだろう。
ルッカ大聖堂（サン・マルティノ大聖堂とも。en:Lucca Cathedral）の『悲しみの人（キリスト）』（聖餐台）と『聖アニエッロ』の墓に描かれたレリーフは（異論もあるが）クエルチャの初期の作品と言われている。1401年、クエルチャはフィレンツェのサンタ・マリア・デル・フィオーレ大聖堂サン・ジョヴァンニ洗礼堂のブロンズ製の扉のデザイン・コンクールに参加したが、ギベルティに破れてしまった。落選した作品の所在はわからない。
1403年、クエルチャはフェラーラに行き、フェラーラ大聖堂（en:Ferrara Cathedral）の『聖母子』の大理石像を制作した。おそらく『聖マウレリウス』像もこの時作られたものと考えられていて、ともに現在ドゥオーモ美術館に展示されている。
1406年、クエルチャがルッカに戻ると、町の統治者パオロ・ギニージから、その2番目の妻イラリア・デル・カッレットの墓碑をルッカ大聖堂に作って欲しいという依頼を受けた。そして完成したものは、サルコファガスの上に、繊細なゴシック様式で作られたイラリアが着飾った姿で横たわり、その足下には貞節の象徴である犬の像もつけられた。だが、墓の側面には数体の裸のプット（幼児像、en:Putto）が配され、そこにはカンポサントの古代ローマのサルコファガスの影響が見られる。これは初期ルネサンスのはじまりを告げる先駆的作品と言うことができるだろう。
1406年、クエルチャはシエナのカンポ広場（en:Piazza del Campo）の仕事を依頼された。女神ウェヌス（ヴィーナス）像のあった元々の泉を新しい泉に作り直す仕事だった。キリスト教の神ではないウェヌス像はペスト流行の原因と非難され、破壊され、さらに、その「魔手」を避けるため町の城壁の外側に埋められた。この権威ある依頼は、クエルチャが既にシエナでは著名な彫刻家であったことを示している。こうして出来上がった新しい泉は、大理石でできた長方形の泉で、聖母マリアに捧げられ、3つの面に多くの彫像および噴水口が飾られたものだった。しかし同じ時期、クエルチャは他の仕事も受けていて、完成にはかなりの時間がかかった。着工が1414年で、完成したのは1419年になってからである。さらに大聖堂そばの彫刻工場でパネルも作った。この工場は現在、大聖堂美術館になっている。この泉は幸運と祝賀をもたらすという理由で『ガイア（喜び）の泉』と呼ばれ、現在も多くの観光客が訪れている。1858年にTito Sarrocchi（it:Tito Sarrocchi）によって複製と取り替えられた元の彫刻は、プッブリコ宮（en:Palazzo Pubblico）の開廊に展示されている。

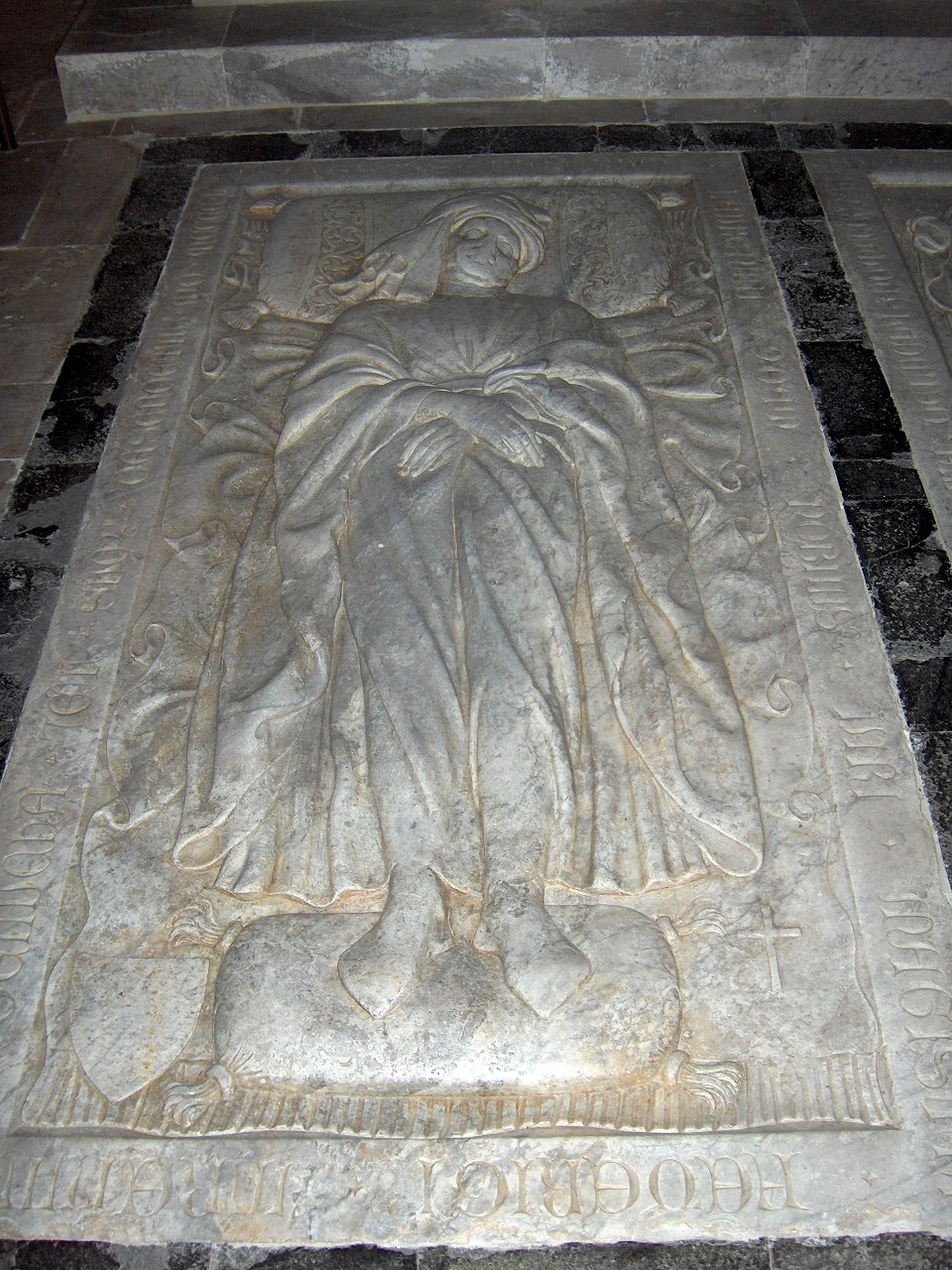
ロレンツォ・トゥレンタの墓の彫像

1412年、裕福な商人ロレンツォ・トゥレンタからの以来で、クエルチャはルッカのサン・フレディアーノ聖堂（en:Basilica di San Frediano）トゥレンタ礼拝堂のデザインに着手した。しかし1413年、クエルチャは助手のジョヴァンニ・ダ・イモラとともに重罪（盗み、レイプ、男色）で訴えられた。クエルチャはシエナに逃亡した（そして『ガイアの泉』に取りかかった）が、助手は3年間の服役刑に処せられた。クエルチャは1416年3月に一度だけ、安全通行権の認可状を得てルッカに戻った。そしてトゥレンタ家礼拝堂の大理石の祭壇の仕事を再開し、壁龕に収める複数の聖者像を制作した。しかし全部ではなく、いくつかは助手に作らせた。さらにクエルチャは祭壇前の舗床の、ロレンツォ・トゥレンタとその妻イザベッタ・オネスティの墓の死体置き台のデザインも手掛けた。
1416年にギベルティがシエナ大聖堂サン・ジョヴァンニ洗礼堂の六角形の洗礼盤と各面のブロンズ製パネルに描くレリーフのデザインを依頼された時、政治的内紛でクエルチャもこのプロジェクトに参加した。クエルチャは『ガイアの泉』とトゥレンタ礼拝堂の仕事を抱えていたので、『聖ザカリアへの告知』1つしか作らなかった。フィレンツェのブロンズ製の扉のコンクールに落選して以来、クエルチャはブロンズの仕事にあまり乗り気ではなかった。この仕事に取りかかる際に、大理石部分しかやらないと譲らなかったくらいである。
1421年、クエルチャはサン・ジミニャーノのコッレジャータ教会（en:Collegiata di San Gimignano）の『受胎告知』ならびに『聖母』ならびに『ガブリエル』の2つの多色彩飾木像を彫刻した（多色彩飾を仕上げたのはマルティーノ・ディ・バルトロメオ（en:Martino di Bartolomeo）など他の画家たち）。その精巧さは、大理石像の出来に匹敵し、クエルチャが木彫りにおいても才能があったことを示している。何人かの著作者たちは他の木像もクエルチャが自ら作ったと主張したが、ほとんどはクエルチャの工場の作品である。
晩年になってますますクエルチャは活動的になり、同時進行で複数の仕事を進めた。1427年にはシエナ大聖堂のサン・ジョヴァンニ洗礼堂のために洗礼盤の上部のデザインを依頼された。天蓋付き壁龕の上にある『洗礼者ヨハネ』の大理石像もクエルチャが作ったと言われている。

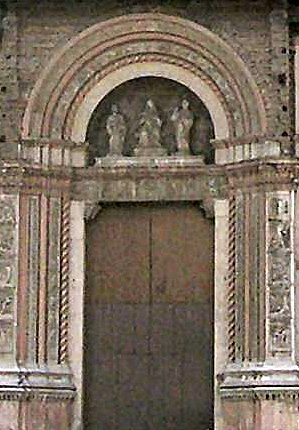
ボローニャ、サン・ペトロニオ聖堂のポルタ・マグナ

1425年、クエルチャは別の大きな仕事を依頼された。それはボローニャのサン・ペトロニオ聖堂（en:San Petronio Basilica）の円形アーチのポルタ・マグナ（中央玄関）のデザインである。クエルチャは亡くなるまでの13年間、この仕事にかなりの時間を割くことになり、それはクエルチャの最高傑作と言われている。扉の両側は側面にあり、まず渦巻き状の装飾を施された脇支柱が、その後で9つの予言者の胸像が、最後に、扉の下部に旧約聖書の5つの場面のレリーフが作られた。その中の『アダムの創造』のデザインは、シエナの『ガイアの泉』で用いた同じデザインを左右逆さまにしたものだった。1494年にボローニャを訪れたミケランジェロは、バチカン宮殿システィーナ礼拝堂のために作った『創世記』は、クエルチャのこのレリーフに基づいて作ったを認めている。さらに扉の上のアーキトレーブ（en:Architrave）には、新約聖書を描いた5つのレリーフがある。一方、半円形の壁面（ルネット、リュネット）には3つの独立した彫像『聖母子』、『聖ペトロニウス』（その右手にはボローニャのモデルを伴っている）、『聖アンブロシウス』（彫ったのはドメニコ・アイモで1510年のこと）がある。元々『聖アンブロシウス』には教皇特使Alemmano枢機卿が描かれるはずだったが、枢機卿がボローニャから立ち退いたので、その意図は破棄した。クエルチャはこの仕事を手伝ったチーノ・ディ・バルトロらボローニャの工場の美術家たちを非常に信頼していた。
1434年、ポルタ・マグナの仕事をしていた時、クエルチャはシエナから、カンポ広場に近いロッジャ・ディ・サン・パオロのデザインを依頼された。しかしクエルチャはこの仕事を完成させることはできず、亡くなった時、出来上がっていたのは支柱と6つの壁龕のみだった。
晩年、クエルチャはシエナから数々の名誉を受けた。1435年には騎士に叙され、シエナ大聖堂のオペライオ（職人）という重大な地位を得た。シエナ大聖堂のカシーニ枢機卿の以来で、サン・セバスティアーノ礼拝堂（1645年に壊された）の装飾にもかかわった。しかし、枢機卿のレリーフのほとんどの部分はシエナの工場によって制作されたものだった。『エジプトの聖アントニウスに聖母を拝謁させられるアントニオ・カシーニ枢機卿』は現在、付属美術館の1階に展示されている。
クエルチャは1438年に亡くなり、シエナのサンタゴスティーノ教会に埋葬された。
クエルチャは生前に、ギルベルティ、アントニオ・フィラレーテ、ジョヴァンニ・サンティら同時代人によって高い評価を得ていた。ジョルジョ・ヴァザーリはその著書『画家・彫刻家・建築家列伝』（en:Lives of the Most Excellent Painters, Sculptors, and Architects）の中にもクエルチャのことが書かれている。

## 主な作品
- アッツォ・ウバルディーニの葬儀のための木の騎馬像（1400年？）
- シエナ大聖堂のピッコローミニ祭壇の上の『聖母』（1397年 - 1400年）
- 聖母子（シルヴェストリの聖母）（1403年） - 大理石。高さ210cm。フェラーラ大聖堂。
- 聖マウレリウス（1403年頃） - フェラーラ大聖堂。
- イラリア・デル・カッレットの墓碑（1406年頃） - ルッカ大聖堂。
- ガイアの泉（1408年 - 1419年） - シエナ。

| ガイアの泉の左側。『アダムの創造』を含む。  |
| ガイアの泉の左側。 『アダムの創造』を含む。 |

| ガイアの泉の中間部。 |
| ガイアの泉の中間部。 |

| ガイアの泉の右側。 |
| ガイアの泉の右側。 |

- 徳（1409 - 1419年） -大理石。高さ135cm。シエナ、プッブリコ宮。
- 希望（1409 - 1419年） -大理石。シエナ、プッブリコ宮。
- アッカ・ラレンティア（1414 - 1419年） -大理石。高さ162cm。シエナ、プッブリコ宮。
- レア・シルウィア（1414 - 1419年） -大理石。高さ160cm。シエナ、プッブリコ宮。
- 受胎告知/聖母/ガブリエル - サン・ジミニャーノ、コッレジャータ教会。
- トゥレンタ家祭壇の多翼祭壇画（1422年） - ルッカ、サン・フレディアーノ聖堂。
- ポルタ・マグナ（1425年） - ボローニャ、サン・ペトロニオ聖堂。
- 噴水、パネル、『洗礼者ヨハネ』像（1427年） - シエナ大聖堂サン・ジョヴァンニ洗礼堂。